# Traité de Paris (1303)
Pour les articles homonymes, voir Traité de Paris.
Le traité de Paris de 1303 est conclu entre le roi de France Philippe IV le Bel et le roi d’Angleterre Édouard Ier. Il est signé à Paris le 20 mai 1303 et met un terme définitif à la Guerre de Guyenne, rallumée en 1294, à la suite des conflits persistants entre marins de Normandie ou de Bretagne et des marins de Bayonne et de Guyenne. Il confirme les dispositions arrêtées dans le traité de Montreuil, signé le 19 juin 1299, qui avait instauré une trêve entre les belligérants.

## Contexte
Au début de son règne, Philippe IV le Bel confirme la rétrocession de la Saintonge, au-delà de la Charente, que son grand-père, Saint Louis, par mesure de justice, avait rendu à Henri III d'Angleterre. Il fait également évacuer l'Agenais, que son père, Philippe III le Hardi, avait occupé, en violation du traité de Paris de 1229.
Dès l'année de son accession au trône, il parvient à obtenir du roi d'Angleterre, Édouard Ier, que celui-ci reconnaisse être son vassal au titre de ses terres de Guyenne et d’Aquitaine. Le 5 juin 1286, Édouard Ier vient à Paris mettre genou à terre devant son suzerain, pour lui prêter hommage de ses fiefs mouvants de la couronne de France (Guyenne).
Mais, en 1292, pour un prétexte stupide — une rixe entre des marins français et anglais à Bayonne — la guerre se rallume entre la France et l’Angleterre. Philippe envahit la Guyenne.

## La paix
Le pape, Boniface VIII, inquiet de voir tant de sang chrétien couler pour de sombres querelles, alors que l'infidèle occupe les lieux-saints, enjoint aux combattants de faire la paix. Les décisions « de paix » sont ratifiées par le traité de Montreuil, signé le 19 juin 1299, en présence du légat du pape, Raoul de Vicence. Ce traité instaure une trêve, qui sera reconduite d'année en année jusqu'au 20 mai 1303, date où le traité de Paris entérinera les décisions de celui de Montreuil.
Cette paix se conclut en outre par un double mariage. Édouard Ier accepte d'épouser Marguerite, la sœur de Philippe le Bel, âgée de dix-sept ans, et le roi de France, qui n'a qu’une fille, Isabelle, âgée de sept ans, la réserve au prince de Galles, Édouard (futur Édouard II).
Le traité de Paris prévoit la restitution de la Guyenne à Édouard Ier. Ce dernier en rendra hommage à Philippe le Bel. Les places fortes prises par les deux rois seront mises sous séquestre entre les mains du pape, jusqu'à exécution complète du traité.
L'accord le plus difficile à obtenir concerne le roi d'Écosse, vaincu et capturé par Édouard Ier.
Philippe IV défend la thèse que le souverain écossais, étant son allié, doit bénéficier du traité, et qu'Édouard étant son vassal, le roi d'Écosse ne relève que de sa justice. Philippe IV obtient gain de cause dans un premier temps. Mais, sur ce sujet délicat, les deux souverains se rencontrent une nouvelle fois, le 8 septembre 1303, à Amiens. Cette fois, Philippe IV cède et abandonne son allié au bon vouloir de son ancien ennemi.